# دان براون
دان براون (Dan Brown) (مواليد 22 يونيو 1964 في ايكسيتير، نيوهامشير، الولايات المتحدة الأمريكية). مؤلف أمريكي لقصص الخيال والإثارة الممزوجة بطابع علمي وفلسفي حديث بأسلوب مشوق مكّنه من تحقيق أفضل المبيعات. حققت رواياته رواجاً كبيراً بين الأجيال الشابة في أمريكا وأوروبا، أشهر رواياته رواية شيفرة دا فينشي The Da Vinci Code التي نشرت عام 2003، وتم تصويرها كفيلم سينمائي من بطولة توم هانكس.

## حياته الشخصية

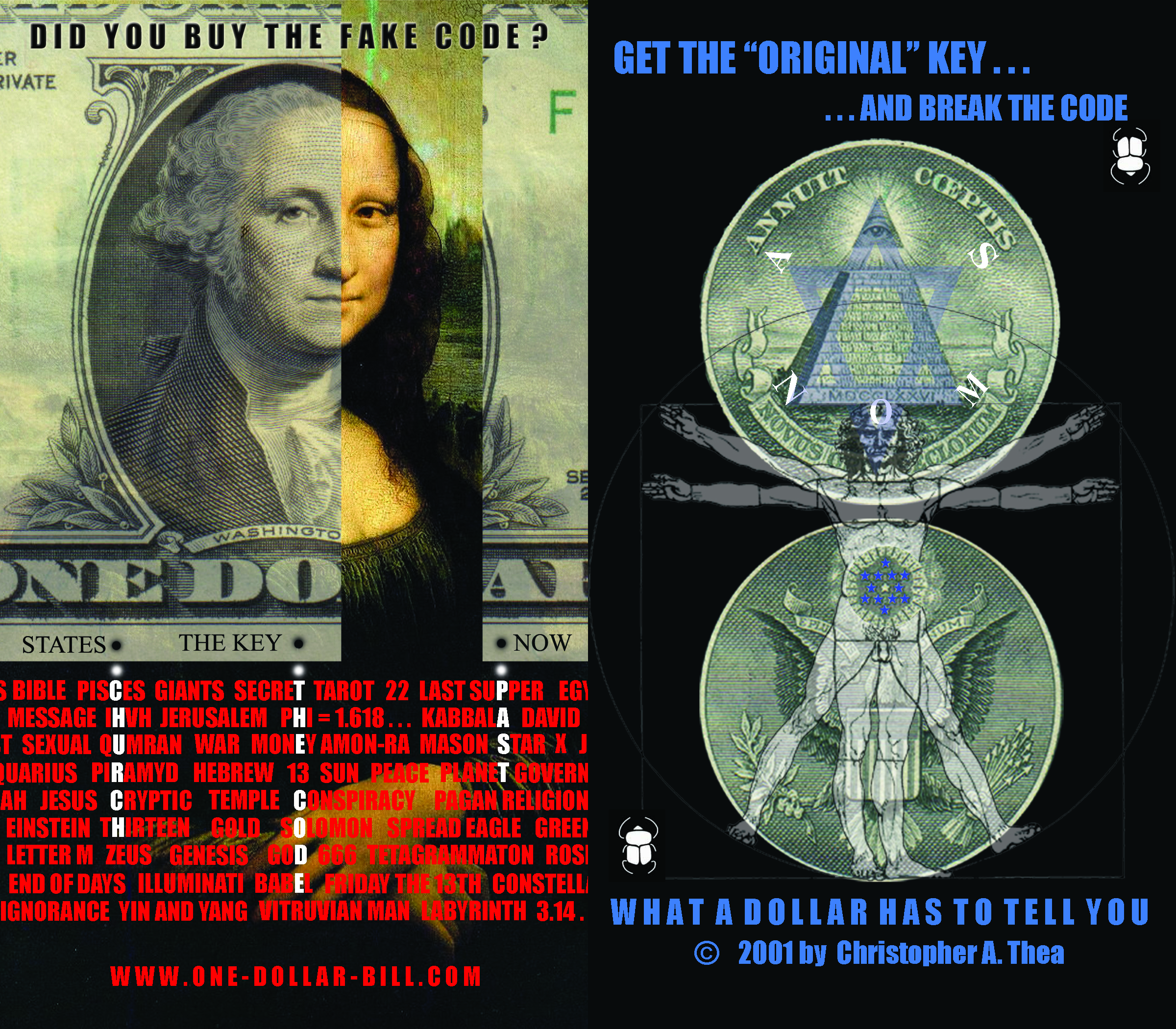
الرمز المفقود لدان براون والرمزية التي وجدها كريستوفر ثيا

كان والد بروان يعمل أستاذ الرياضيات حاز على العديد من الجوائز أما والدته فكانت محترفة للموسيقى الدينية، وهكذا نشأ دان في بيئة تجمع بين العلم والدين. تزوج دان من بلايث وهي أستاذة في علم تاريخ الفن ورسامة وكثيراً ما ترافقه في رحلاته الاستكشافية ورحلات البحث التي يقوم بها والتي كان آخرها في باريس حيث قضيا بعض الوقت في متحف اللوفر بشأن أمور تتعلق بروايته شيفرة دا فينشي.
تخرج دان من جامعة آمهيرست وأكاديمية فيلبس اكستير حيث عمل لبعض الوقت كمدرس للغة الإنجليزية قبل أن يوجه كل طاقاته إلى الكتابة. ولشغفه بفك الشفرات وأسرار المنظمات الحكومية، ألف أول رواية له بعنوان الحصن الرقمي والتي سرعان ما أصبحت رقم 1 في أكثر الكتب الإلكترونية مبيعاً على المستوى المحلي.
أطلقت عليه مجلة التايم بعد إصدار روايته شيفرة دا فينشي أنه واحدٌ من أكثر مائة شخص أثروا في العالم. ظهر دان براون على قناة سي إن إن وبرنامج توداي شو وراديو ناشونال وصوت أمريكا وتصدرت صوره صفحات الجرائد والمجلات. تم ترجمة رواياته ونشرها في أكثر من 40 لغة حول العالم.
الجدير بالذكر أيضاً، أن بروان عندما سُئل عن كونه مسيحياً، أجاب: «نعم. فإذا سألت ثلاث أشخاص عن معنى كون المرء مسيحياً فستحصل على إجابة من ثلاث: بعضهم يعتقد أن المعمودية تكفي لأن يكون الشخص مسيحياً، والبعض يعتقد بحتمية قبول الكتاب المقدس على أنه حق مُسلم به، بينما يعتقد البعض الآخر بوجوب قبول المسيح كمخلص شخصي للحصول على الخلاص وإلا ذهبت إلى الجحيم. أنا اعتبر نفسي دارساً لعدد من الأديان وكلما تعلمت المزيد، زادت أسئلتي» حيث اعتبرت إجابته تلك إجابة مرواغة إلى حدٍ ما.

## رواياته
ألف دان براون العديد من القصص والروايات: الحصن الرقمي، حقيقة الخديعة، ملائكة وشياطين، الرمز المفقود، شيفرة دا فينشي، الجحيم وأخيراً رواية أصل (origin) ، وروايته شيفرة دا فينشي اعتلت قائمة نيويورك تايمز كأفضل الكتب مبيعاً على الإطلاق. حيث تركزت الأضواء في بداية عام 2004 على روايات دان بروان الأربعة في صحيفة نيويورك تايمز، وصارت من أكثر الكتب مبيعاً خلال نفس الأسبوع. صدرت له بحلول 15 سبتمبر 2009 روايته الرمز المفقود.
في 14 أيار 2013، صدرت عن دار دابلداي رواية براون الرابعة التي بطلها «روبرت لانغدون»، وهي بعنوان «الجحيم» (Inferno)، وهي من قصص المغامرات المثيرة.
و قد انتهى في 2017 من كتابة روايته الجديدة بعنوان أصل (origin). 
وما يميز روايات دان براون التشويق والإثارة، وهذا متوفر في كثير من الروايات، لكن في روايات دان براون فإن ذلك يظهر جلياً للقارئ من خلال أحداث الرواية التي نجح دان بروان في الربط بينها بطريقة سلسة وسهلة تمكن القارئ وبسهولة جداً من تذكر الأحداث وتحليلها خلال قراءته للرواية وتخمينه للأحداث.
العامل المشترك بين كل روايات دان براون أنها كلها تبدأ بجريمة قتل أو انتحار كما في روايته الأخيرة الجحيم (inferno).
بذلك يتوقع القارئ أحياناً أنه سيدرك ماذا سيحدث في النهاية لكن تتغلب عليه أحداث وحبكة الرواية فتحدث أمور مفاجئة. علاوة على ذلك، يسهل تخيّل أحداث الرواية بسهولة وبدون عناء، فيشعر القارئ خلال قراءته وكأنه يشاهد فيلماً سينمائياً.والجدير ذكره أن الترجمة العربية لروايات دان براون ناجحة؛ فعملية الترجمة لم تلغِ عاملي الإثارة والتشويق من الرواية.

### قائمة روايات دان براون
| الراوية        | تاريخ النشر |
| -------------- | ----------- |
| الحصن الرقمي   | 1998        |
| ملائكة وشياطين | 2000        |
| حقيقة الخديعة  | 2001        |
| شيفرة دافنشي   | 2003        |
| الرمز المفقود  | 2009        |
| الجحيم         | 2013        |
| الأصل          | 2017        |

### أفلام مقتبسة
نجحت روايات دان بروان للوصول إلى السينما، وأُنتِجت عدة أفلام سينمائية عن رواياته، وهي: فيلم شيفرة دافنشي، وتلاه فيلم ملائكة وشياطين، وفيلم «الجحيم» المأخوذ من نفس الرواية وقامت شركة كولومبيا السينمائية بالشروع بإنتاج فيلم مقتبس من رواية الرمز المفقود جميعهم من بطولة الفنان توم هانكس.

## أعماله الخيرية
في أكتوبر عام 2009، تبرع براون وأقرباؤه بمبلغ قيمته 2.2 مليون دولار أمريكي إلى أكاديمية فيليبس إكستر تكريماً لوالده كي تقوم الأكاديمية «بتوزيع حواسيب وأدوات عالية التقنية للطلاب المحتاجين.»
يقوم براون وزوجته بلايث بالتبرع ومساعدة مؤسسة نيوهامشير الخيرية.
أنشأ براون وزوجته منحة دان وبلايث براون احتفالاً بالتجمع الخامس والعشرين من جامعة أمهريست في الرابع عشر من إبريل 2011.

## وصلات خارجية
- دان براون على موقع IMDb (الإنجليزية)
- دان براون على موقع الموسوعة البريطانية (الإنجليزية)
- دان براون على موقع مونزينجر (الألمانية)
- دان براون على موقع ميوزك برينز (الإنجليزية)
- دان براون على موقع إن إن دي بي (الإنجليزية)
- دان براون على موقع ديسكوغز (الإنجليزية)
- دان براون على موقع قاعدة بيانات الفيلم (الإنجليزية)

- دان براون  على قاعدة بيانات الخيال التأملي على الإنترنت
- موقع فيلم دافنشي كود العربي
- الموقع الرسمي لدان براون
- Dan Brown entry at nndb.com - Notable Name Database
- The Dan Brown Code - In a court filing, the best-selling author of The Da Vinci Code reveals all the secrets of a pulp novelist.
- Summary of Judgement - April 7, 2006, Court's ruling on copyright infringement of "Holy Blood, Holy Grail"
- MP3 excerpts of Brown's CDs، at Rogak's website